# آلبرت تورس
آلبرت تورس (اسپانیایی: Albert Torres‎؛ زادهٔ ۲۶ آوریل ۱۹۹۰) دوچرخه‌سوار اهل اسپانیا است.
وی در مسابقات کشوری و بین‌المللی در مجموع برندهٔ ۴ مدال طلا، ۴ مدال نقره، ۲ مدال برنز شده‌است.